# Espinho Challenger
Il Espinho Challenger è stato un torneo professionistico di tennis giocato su campi in terra rossa. Faceva parte dell'ATP Challenger Series. Si giocava annualmente a Espinho in Portogallo.

## Albo d'oro

### Singolare
| Anno | Campione        | Finalista      | Punteggio     |
| ---- | --------------- | -------------- | ------------- |
| 2001 | Félix Mantilla  | Tommy Robredo  | 7–6(5), 6–4   |
| 2000 | Tommy Robredo   | Jimy Szymanski | 6–4, 6–2      |
| 1999 | Gastón Gaudio   | Markus Hipfl   | 6–4, 6–1      |
| 1998 | Guillermo Cañas | Mariano Puerta | 6–1, 2–6, 6–2 |
| 1997 | Marat Safin     | Stéphane Huet  | 7–5, 6–0      |

### Doppio
| Anno | Campioni                               | Finalisti                         | Punteggio        |
| ---- | -------------------------------------- | --------------------------------- | ---------------- |
| 2001 | Wim Neefs Djalmar Sistermans           | Germán Puentes Jairo Velasco, Jr. | 6–3, 7–6(2)      |
| 2000 | Emanuel Couto Bernardo Mota            | Nuno Marques João Cunha e Silva   | 4–6, 7–5, 7–6(4) |
| 1999 | Joan Balcells Gastón Etlis             | Noam Behr Eyal Ran                | 6–3, 6–2         |
| 1998 | Jens Knippschild Stephen Noteboom      | Alberto Martín Tomáš Anzari       | 7–6, 7–5         |
| 1997 | Juan Ignacio Carrasco Álex López Morón | Álex Calatrava Bernardo Mota      | 4–6, 6–2, 7–5    |